# 1857年丰宁县动乱
1857年丰宁县动乱1857年闰五月在直隶省热河道丰宁县大阁儿地方的一次动乱。
1857年闰五月，在直隶省热河道热河丰甯县所属大阁儿地方，一二千名暴徒焚毁衙署，抢掠铺户、居民。热河道政府带兵前往查拿。西淩阿派总管特克慎等带兵四百名往多伦诺尔地方堵截。咸丰帝怀疑有地方官激变，命令英隆查明根由据实具奏，并指示“一鼓歼捦，毋致蔓延为患。”巡检盛祖培等率兵击毙匪首刘幅汰等。余匪四散。此外滦平县宝山寺地方又有矿匪与民人互斗。咸丰帝命令谭廷襄查明此股滦平县匪徒是否即系丰甯县匪徒，并认真剿办，迅速扑灭，毋任蔓延。　